# Sigrid Happová
Sigrid Happová (* 1953) je bývalá reprezentantka Německa v judu.

## Sportovní kariera
S judem začala a připravovala se v Lübecku. Žije Hamburku, kde učí na univerzitě a věnuje se terapeutické činnosti.

## Výsledky
| Turnaj             | 1975       | 1976       | 1977       |
| Turnaj             | 22         | 23         | 24         |
| Turnaj             | lehká váha | lehká váha | lehká váha |
| ------------------ | ---------- | ---------- | ---------- |
| Mistrovství Evropy | 1.         | 1.         | 1.         |